# مقاطعة إلكو
مقاطعة إلكو (Elko County) هي مقاطعة تقع في تقع في ولاية نيفادا الأمريكية. في عام 2000، بلغ عدد السكان 45291 نسمة. حاضرتها الإقليمة هي مدينة إلكو. نظّمت المقاطعة في 5 مارس 1869. مقاطعة إلكو هي رابع أكبر مقاطعة في الولايات المتّحدة.

## جغرافيا
طبقا لمكتب إحصاء السكان الأمريكي، المقاطعة لها مساحة كليّة تعادل 44555 كم2 (17203 ميل مربع)، منها 44493 كم2 (17179 ميل مربع) يابسة، و 62 كم2 (24 ميل مربع) ماء. وتعتبر رابع أكبر مقاطعة في الولايات المتّحدة بعد، مقاطعة سان بيرناردنو بكاليفورنيا، ومقاطعة كوكونينو بأريزونا، ومقاطعة ناي بنيفادا.

### مقاطعات مجاورة
- مقاطعة هومبولت، نيفادا - غرب
- مقاطعة لاندير ، نيفادا - جنوب الغرب
- مقاطعة يوريكا، نيفادا - جنوب الغرب
- مقاطعة وايت باين، نيفادا - جنوب
- مقاطعة تويلي، يوتا - شرق
- مقاطعة بوكس إلدر ، يوتا - شرق
- مقاطعة كاسيا، إداهو - شمال الشرق
- مقاطعة توين فولز، إداهو - شمال الشرق
- مقاطعة أويهي، إداهو - شمال

### أهم المدن
- كارلن
- كونتاكت
- ديث
- إلكو
- جاكبوت
- لي
- ميتروبوليس
- ميداس
- مونتيلو
- ماونتن سيتي
- نورث فولك
- أويسس
- أويهي
- باتسفيل
- سبرينغ كريك
- ثاوزند سبرينغس
- توسكارورا
- ويلز
- ويست ويندوفير